# Louis-Joseph Brossollet
Pour les articles homonymes, voir Brossollet.
Louis-Joseph Brossollet (Paris, 25 août 1823 - Châteaudun, 15 août 1898) est un officier de Marine et un navigateur français. 

## Biographie
Fils d'un petit commerçant parisien, Joseph Brossolette, tué lors de la révolution de 1830 (nom sur la Colonne de la Bastille), Louis-Joseph Brossollet (né Brossolette, mais enregistré à l'état-civil comme Brossollet ) est élevé aux frais de la nation comme « orphelin de Juillet ». Il est admis à l’École navale en 1839 et part dès 1841 pour le Pacifique sur la Reine Blanche de Abel Dupetit-Thouars. Il passe ensuite, à l'escale de Valparaiso sur la Thétis et, à Callao, sur la Camille. 
Il visite les ports les plus importants du Salvador et du Nicaragua et revient à Rochefort en août 1843. Il embarque en décembre 1843 sur la Victorieuse à destination de la Chine. Le navire fait escale à Rio, Le Cap, l'île Bourbon, Singapour et Manille et atteint Macao le 13 août 1844. 
Toujours sur la Victorieuse, il voyage ensuite vers l'île de Basilan où la France veut établir une base pour sa flotte, projet abandonné devant les difficultés en mars 1845. 
En janvier 1846, il visite Canton et en avril 1846, la Victorieuse mouille devant Okinawa. Après l'échec des débarquements à Nagasaki et en Corée, Brossollet est à Hong Kong en novembre 1846 où il rencontre les pères Huc et Gabet de retour de Lhassa.. 
Il participe à la malheureuse opération de protection des missionnaires catholiques de Tourane (avril 1847) et en août la Victorieuse fait naufrage sur les côtes de la Corée. Il est rapatrié sur un navire américain en mai 1848. 
Lieutenant de vaisseau (janvier 1854), il est affecté à la division des Antilles et, sur l'Iphigénie, passe à la Martinique, Porto Rico, Saint-Domingue, Haïti, Carthagène et Cuba avant de gagner Terre-Neuve où un climat plus sain est recherché. 
Lors de la guerre de Crimée, il sert en mer Baltique, participe au blocus de Tallin et de Cronstadt puis au bombardement de Sveaborg. En 1856, il effectue trois voyages à Sébastopol pour rapatrier les troupes françaises et se marie en 1857. 
Cette même année, il commande (son premier commandement) le Narval entre Oran et Bougie et, en 1861, participe au transport des troupes entre Brest et Veracruz sur le Montezuma puis la Normandie. La fièvre jaune fait alors des ravages et lui-même faillit mourir. Il parvient en 1864 à rejoindre la division navale du Pacifique. 
En train, il traverse l'isthme de Panama et devient au Mexique chef d'état-major de l'amiral Mazères sur la Pallas puis sur la Victoire. Il participe à la prise d'Acapulco et de Mazatlan puis sert dans le ravitaillement à San Francisco avant de participer à l'évacuation des ports mexicains en 1866. 
De retour à Lorient en août 1867, il commande la Sibylle d'août 1868 à juin 1869 en Nouvelle-Calédonie où il transporte deux cents bagnards à Nouméa. À Tahiti, il débarque des vivres et des militaires et revient en France par Valparaiso et le cap Horn. 
D'octobre 1869 à août 1870, il fait un nouveau tour du monde à bord de l'Iris transportant des civils et des émigrants. Chef d'état-major de l'amiral de Gueydon (septembre-décembre 1870), il participe au blocus des ports prussiens en baie de Jade. 
Il sert de nouveau aux Antilles de 1874 à 1877 avant d'effectuer à partir de décembre 1878 son troisième tour du monde sur le Navarin qui transporte des forçats pour Nouméa. Il en revient avec à son bord quatre cent dix communards amnistiés en septembre 1879. Il est nommé Commandant du Cuirassé "la Revanche" en 1880. 
Il reçoit la distinction de Commandeur de la Légion d'Honneur en 1880, et il est nommé Contre-amiral en 1881. Il prend sa retraite en 1885. 
Une partie de sa descendance  comporte de nombreux officiers de l'armée française et de la marine nationale, et fournit le support historique de deux romans d'Alice Ferney : l’Élégance des veuves (dont a été tiré le film Éternité, 2016) et Les Bourgeois.

### Note sur l'orthographe du nom
Depuis son apparition en 1823  le patronyme Brossollet est depuis lors très fréquemment mal orthographié en Brossolet (un seul L) du vivant de LJ Brossollet ,, et plus récemment en ce qui concerne ses descendants,,. Une recherche complète portant sur Louis-Joseph Brossollet ou ses descendants dans des bases bibliographiques, généalogiques ou webographiques doit donc prendre en compte l'orthographe incorrecte.

## Distinctions
- Commandeur de la Légion d'honneur (1880)

## Publications
- L'amirauté anglaise, Revue Maritime et Coloniale, vol. 33, 1872, p. 433-439
- Situation commerciale de Puerto Cabello et de Barranquilla, Revue Maritime et Coloniale, vol. 51, 1876, p. 286-290